# 班加西阿赫利体育俱乐部
班加西阿赫利体育俱乐部（阿拉伯语：‎），是利比亚的足球俱乐部，位于第二大城市班加西，在俱乐部鼎盛的1980-1996年代，曾五次夺得联赛冠军。
班加西阿赫利在1947年成了职业足球俱乐部，球队在此前已经存在多年。球队是班加西最受欢迎的球队，其球迷以忠诚、热情与偶尔的疯狂著称。球队与班加西阿尔纳斯俱乐部为同城死敌，每当有比赛时紧张的气氛总是伴随左右。目前班加西有许多球会，但是这两支球队是其中的翘楚，两队比赛堪称「班加西德比」。

## 荣誉

### 国内赛事
- 利比亚足球超级联赛: 4次

1969/70, 1971/72, 1974/75, 1991/92
亚军 (11次): 1963/64, 1968/69, 1970/71, 1972/73, 1975/76, 1984/85, 1987/88, 1998/99, 2008/09, 2009/10
四强 (7次): 1963/64, 1975/76, 1982/83, 1984/85, 1985/86, 1990/91, 1995/96,
- 利比亚杯: 2次

1984, 1996
- 利比亚东部锦标赛: 6次

1957, 1960, 1963, 1964, 1968, 1970
- 班加西锦标赛: 4次

1950, 1951, 1954, 1956

### 国际赛场
- 非洲冠军联赛: 参赛2次

2001 - 第一轮
2010 - 预赛轮
- 非洲聯盟盃: 参赛1次

- 第二轮
- 非洲俱乐部冠军杯: 参赛3次

1971: 第一轮
1973: 第二轮
1976: 第一轮
- 非洲足球联合会杯: 参赛1次

1999 - 第一轮
- 非洲优胜者杯: 参赛2次

1981 - 第一轮
1992 - 第一轮